# Hormilla
Hormilla es un municipio de la comunidad autónoma de La Rioja (España).

## Geografía
En la Tierra de Nájera, en el valle del río Tuerto, se enclava el término municipal de Hormilla, cuyo núcleo de población se encuentra a 522 m sobre el nivel del mar y cuya extensión es de 15,86 km². Pertenece al partido judicial de Nájera.
Se organiza en torno al curso bajo del río Tuerto, a lo largo del cual el paisaje va descendiendo suavemente (500-550 m). El mismo presenta un modelado en cerros testigo y colinas de escasa altitud, que enmarcan los niveles de terraza y la llanura aluvial del río Tuerto. Hacia el norte el relieve es más complejo, culminando en los niveles altos del glacis de Salinillas (712 m).

### Clima
La meteorología de Hormilla se ve suavizada por su localización en el valle del Ebro, siendo sus condiciones meteorológicas típicas del denominado clima mediterráneo continentalizado. La temperatura media anual es de 12,5 °C. La temperatura puede rondar en invierno los cinco grados bajo cero; mientras que en verano los termómetros superan los treinta y cinco grados. Las precipitaciones medias anuales son de 500 mm. Los vientos que afectan al pueblo son los siguientes: desde el norte, el Cierzo; del sur, el Ábrego: del este, Solano; y del oeste.

## Geografía humana

### Demografía
Cuenta con una población de 431 habitantes (INE 2024).
| Gráfica de evolución demográfica de Hormilla entre 1842 y 2021                                                        |
| |
| Población de derecho según los censos de población del INE. Población de hecho según los censos de población del INE. |

La población de Hormilla durante el siglo XX fue aumentando progresivamente, hasta que a mediados de siglo empezó a descender hasta estancarse a finales. Desde entonces se mantiene estable, haciendo posible que las escuelas sigan abiertas e incluso habiéndose ampliado con una nueva clase en 2011 para atender a los 33 alumnos que tiene el centro. En el año 2022 se abre el comedor escolar, que facilitará la conciliación laboral familiar.

## Economía
El 88% del municipio se corresponde con terrenos cultivables, tanto en secano como en regadío, aunque con claro predominio del primero. Las 1.120 hectáreas de secano se ocupan por la cebada, el trigo y vid, cultivo este que se está extendiendo aún en los últimos años. Cuenta con más de 6 bodegas. La superficie de regadío está ocupada por la remolacha azucarera y, fundamentalmente, por la patata, cuya extensión es de 207 hectáreas sobre un total cultivable en tal régimen de 294 hectáreas.
Hormilla cuenta desde el año 2007 con un polígono comercial-industrial, y de cara al futuro se tiene previsto hacer otro (entre los dos habrá una superficie total de 431.923 m2)
El sector industrial está representado por pequeños talleres relacionados con la metalurgia y con la mecánica de coches, la construcción, fábrica de morcillas (muy conocidas y valoradas en la zona), bodegas vinícolas, todos ellos caracterizados por acoger a muy pocos trabajadores.
Cuenta con un supermercado, una carnicería y cuatro bares.
Dentro del polígono industrial en el año 2014 se inaugura una gasolinera y un bar-restaurante.
Las buenas vías de comunicación con Nájera, Logroño y Santo Domingo, subsanan las deficiencias comerciales del municipio.

## Administración
| Periodo   | Nombre                              | Partido                  |
| --------- | ----------------------------------- | ------------------------ |
| 1979-1983 | Moisés Fernández Treviño            | UCD                      |
| 1983-1987 | Santiago Fernández Treviño          | Agrupación Independiente |
| 1987-1991 | Óscar Fernández Martínez            | Agrupación Independiente |
| 1991-1995 | Francisco Fernández Fernández       | PP                       |
| 1995-1999 | Francisco Fernández Fernández       | PP                       |
| 1999-2003 | Francisco Fernández Fernández       | PP                       |
| 2003-2007 | Luis Enrique Martínez Fernández     | PP                       |
| 2007-2011 | Lauro Martínez Fernández            | PSOE                     |
| 2011-2015 | Antonio Fernández de Bobadilla Soto | PP                       |
| 2015-2019 | Jesús Fernández Treviño             | PP                       |
| 2019-2023 | Jesús Fernández Treviño             | PP                       |
| 2023-act. | Ruth María Martínez Álvarez         | Por La Rioja             |

## Patrimonio
- Iglesia de San Martín de Tours.
- Jardín Botánico de La Rioja: está ubicado entre las localidades de Hormilla y Azofra, en el km 32 de la Carretera Nacional N-120 (A12) entre Burgos y Logroño. Dispone de diversas colecciones que se van enriqueciendo cada año. Unas tienen carácter divulgativo y otras científico, por lo que no todas se encuentran expuestas.

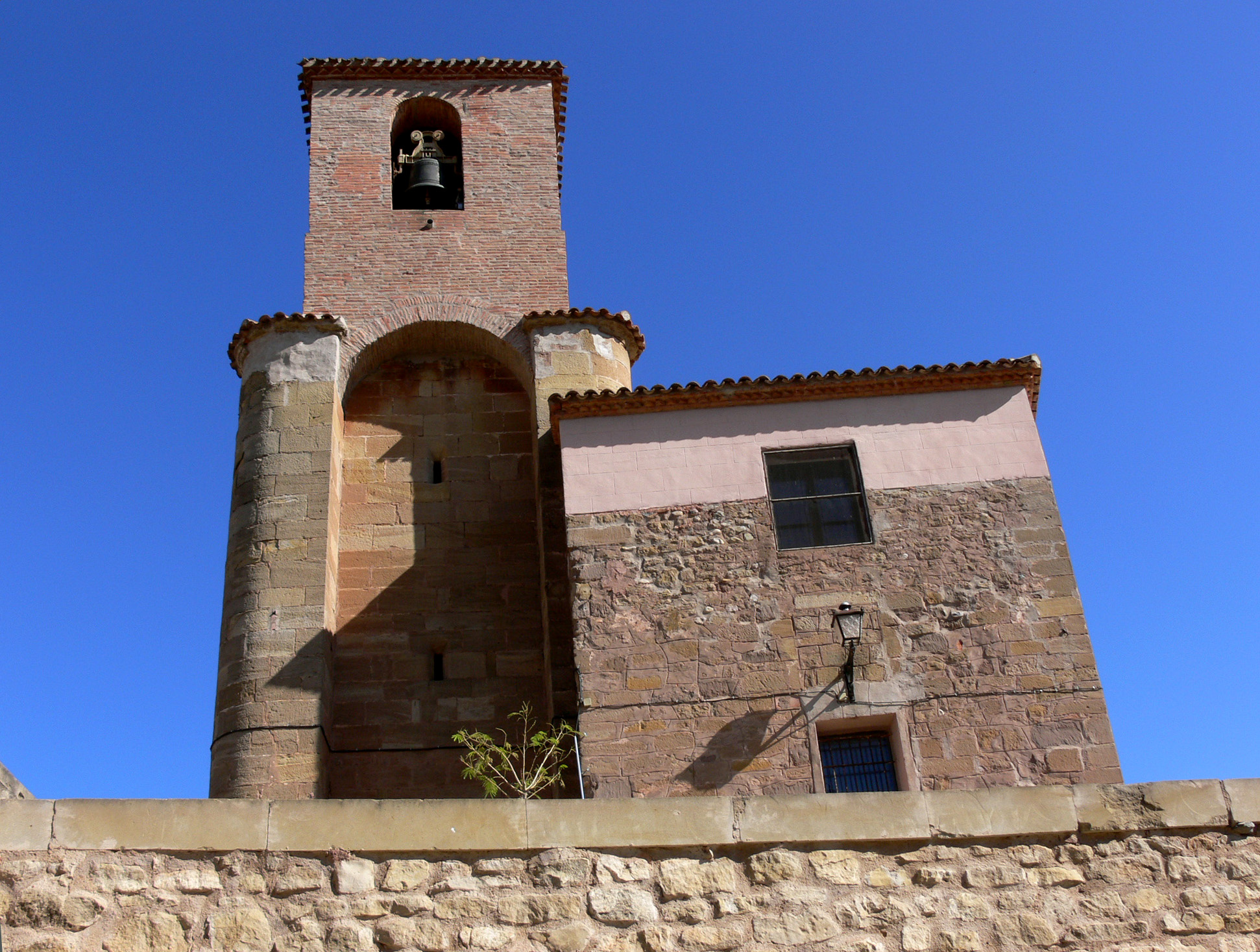
Iglesia de San Martín de Tours.

## Fiestas 2023
- Fiestas de la Trinidad: 2,3 y 4 de junio
- Fiestas de Gracias: 30,31 de agosto y 1,2 y 3 de septiembre

## Deportes
Hormilla cuenta desde 2007 con piscinas municipales, las instalaciones constan de aparcamientos, piscina grande, piscina infantil, edificio destinado a bar y zona de vestuarios y aseos. El mismo recinto cuenta además con una carpa, mesas y asadores. El nuevo polideportivo abrió sus puertas en mayo de 2015 con un partido profesional. Los equipos desde cadete hasta benjamín del San Asensio Basket juegan en este polideportivo.

## Personales ilustres
- Sancho de Londoño.  Militar y escritor español, participante en numerosos conflictos militares de su época.
- Suceso Terrero López. Cabo legionario, defensor del Blocao de Dar Hamed en la guerra del Rif. Héroe de la Legión, murió con todos sus legionarios en el Blocao de la Muerte, en Melilla, cuando acudió en socorro de la guarnición.